# إعلان إلغاء الملكية

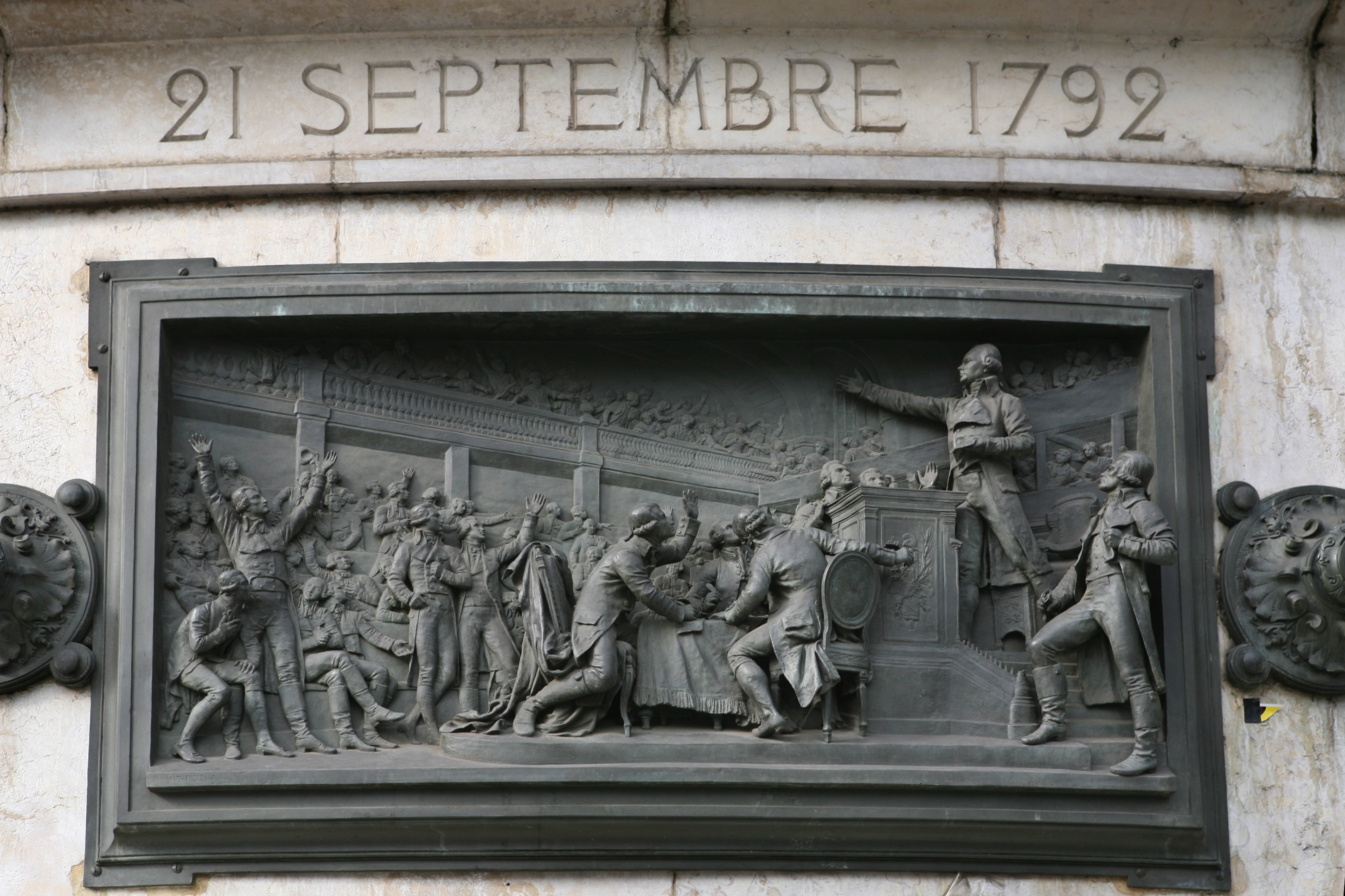
إعلان إلغاء النظام الملكي في 21 سبتمبر 1792 ، منحوتة برونزية من «ليوبولد موريس»، النصب التذكاري للجمهورية، ساحة الجمهورية، باريس، 1883.

## إعلان إلغاء الملكية
إعلان إلغاء النظام الملكي هو حلقة من الثورة الفرنسية، التي وقعت في 21 سبتمبر 1792 خلال الدورة الأولى من المؤتمر الوطني، أعلن خلالها النواب إلغاء الملكية في فرنسا (التي اتخذت شكل نظام ملكي دستوري منذ 4 سبتمبر 1791)، ويسجل هذا نهاية ما يقارب من ثمانية قرون دون انقطاع من الحكم الملكي وولادة الجمهورية الفرنسية.

## السياق
كانو النواب يعرفون أنهم كليفو بإنهاء الازمة التي كانت تختمر منذ فرار واعتقال لويس السادس عشر وهو متنكرا في زي خادم في منطقة «فارين»(بالفرنسية: Varennes-en- Argonne)‏ (في يونيو 1791). قبل المعركة الدامية التي وقع فيها الاستلاء على قصر «التّويلري» في 10 أغسطس 1792 . إنّ أصول النواب البورجوازييّن ونشاطهم السياسي لا يسمح بالنسبة للعدد الأكبر منهم بالتّساهل مع العرش. بدا أول نجاح عسكري لالجمهورية في «فلمي» (بالفرنسية: Valmy)‏
20سبتمبر 1792 المكتسبة في اللحظة المناسبة في نفس اليوم من لقائهما، تأكيدا لمعتقداتهم.

## إقتراح بإلغاء النظام الملكي
عندما اقترح نائب باريس: "جان ماري كولو" (بالفرنسية: Jean-Marie COLLOT)‏ ، إلغاء النظام الملكي، لم يلاقِ أية مقاومة تذكر، على الأكثر "كلود بازير" (بالفرنسية: Claude Basire)‏ ، صديق جورج جاك دانتون، حاول أن يخفف من الحماس مقترحا نقاشا في المسألة. لكن رد اللأسقف الدستورية "هنري جريجوار" (بالفرنسية: Henri Grégoire)‏ أسقف من "بلوا" بشدة: "مادام الجميع على الأتفاق ما الجدوى من النقاش؟ الملوك في الميدان الأخلاقي كالوحوش في الطبيعة. وأنّ البلاطات هي مواقع الجرائم وهي موئل الفساد وعش الطغاة. وأنّ تاريخ الملوك هو عبارة على سلسلة من تضحيات الأمم." دعم جان "فرانسوا دوكو" (بالفرنسية: Jean-François Ducos)‏ عليه بالقول أن أي تفسير سيكون عديم الفائدة "بعد انتثار أضواء 10 أغسطس.“ اتخذ القرار بالإجماع. فولدت الجمهورية.
قررت الاتفاقية أنّ تاريخ الأعمال الرسمية ليس الرابع من الحرية ولكن العام الأول للجمهورية.